# Lanterna

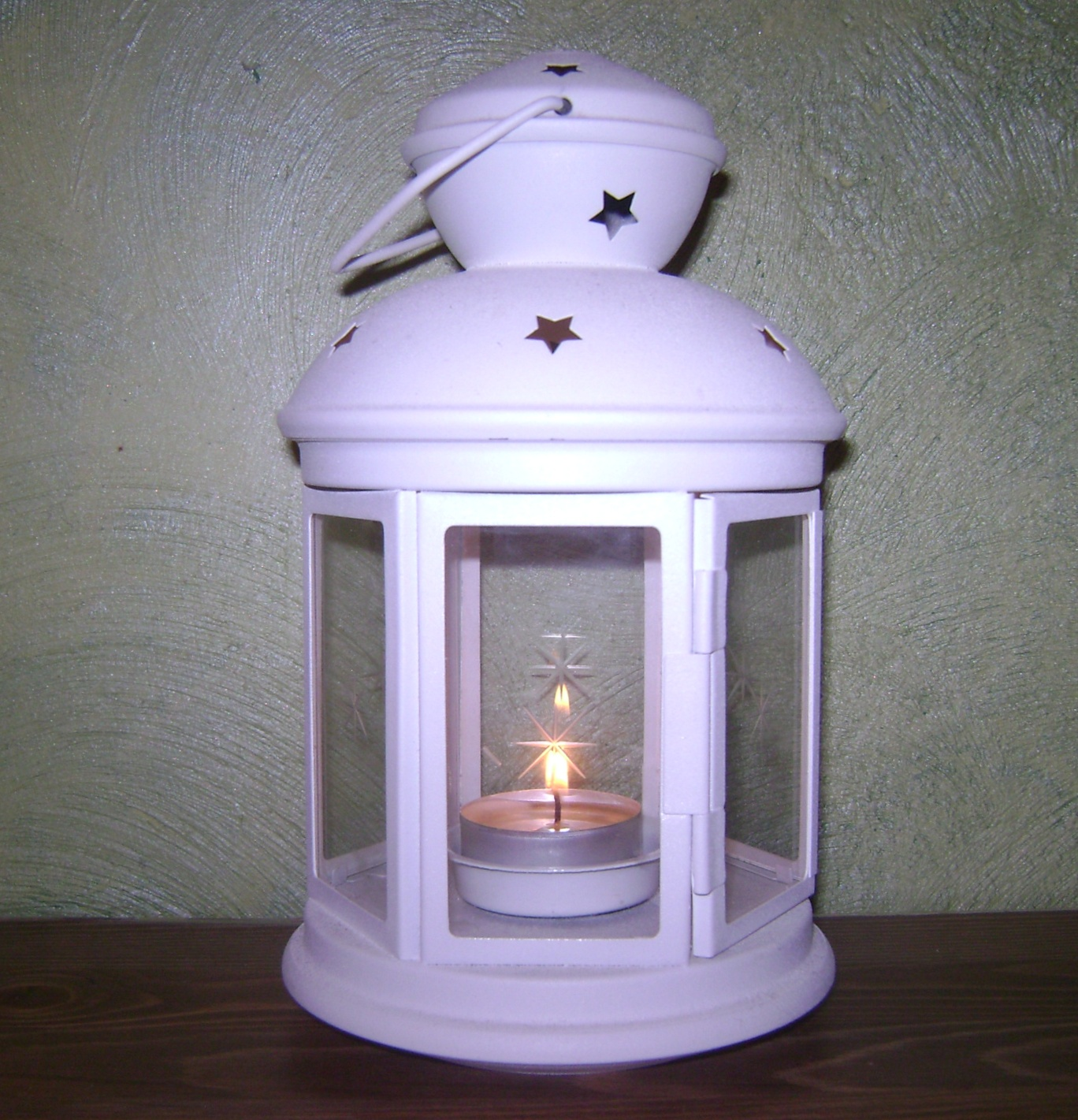
Una lanterna portatile.

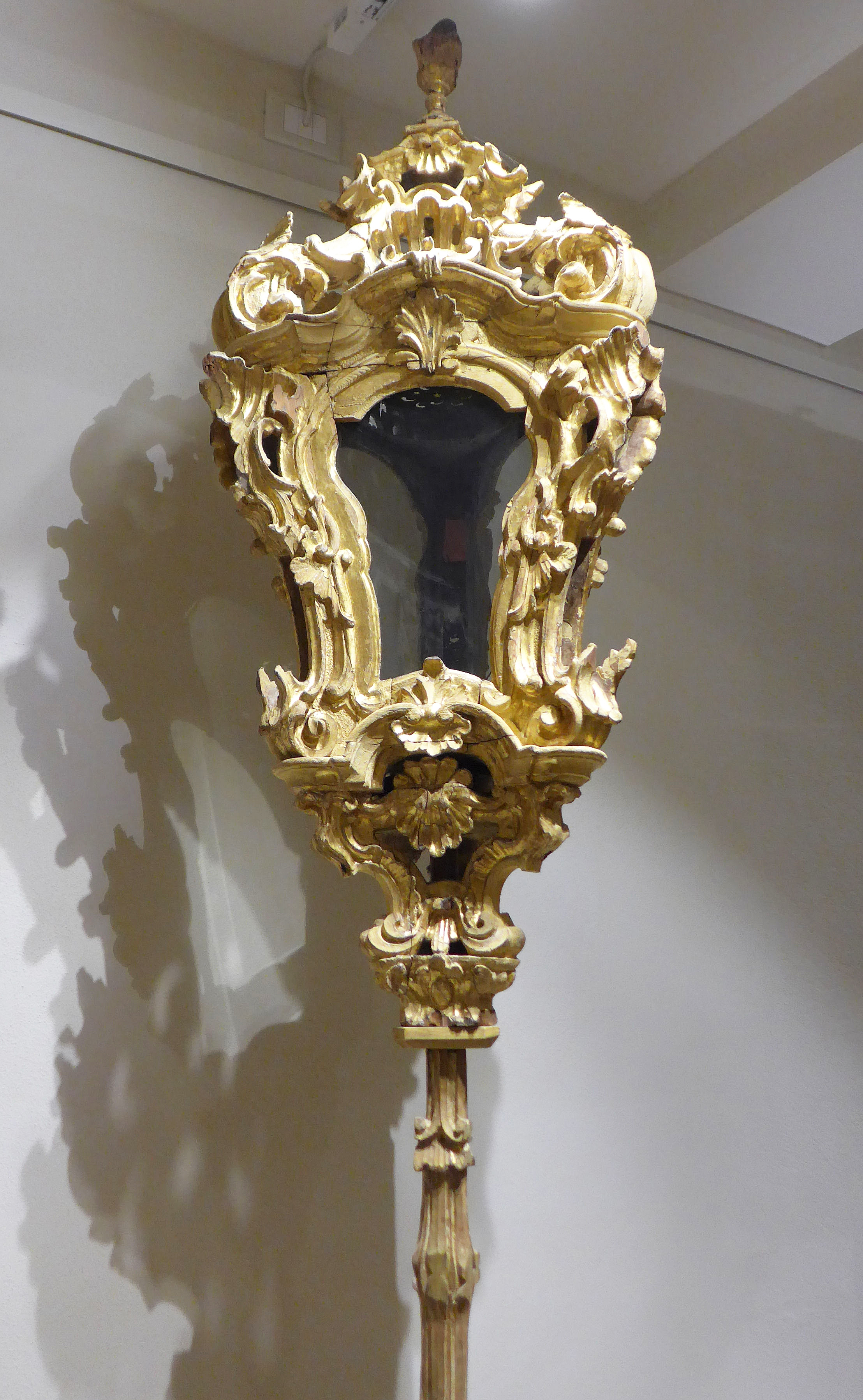
Gaetano Morandi, Lanterna processionale, 1767, MAST Castel Goffredo.

Una lanterna è un qualsiasi dispositivo di illuminazione, fisso o portatile, costituito da una gabbia con pareti in vetro o altro materiale trasparente al cui interno è racchiusa la fonte di luce, che può essere una candela, una lucerna o una lampadina.
Le lanterne possono essere utilizzate anche per la segnalazione o come sorgenti luminose generiche all'aperto.
Comuni nel passato, le lanterne ad olio solitamente fatte in coccio con un foro al centro per metterle su di un palo, fino ad arrivare alle lanterne a gas del 1800 fatte di vetro e con un beccuccio dove usciva il gas. 
Nel linguaggio cinematografico dei proiezionisti è ancora molto usato per indicare la scatola solitamente di ghisa anche di dimensioni ragguardevoli dove è posta la lampada che genera il fascio di luce per far funzionare il proiettore cinematografico.

## Uso
La gabbia della lanterna veniva utilizzata principalmente per impedire che una candela accesa o uno stoppino si spegnessero a causa del vento, della pioggia o di altre cause. Alcune lanterne antiche hanno solo una griglia metallica, a indicare che la loro funzione era quella di proteggere la candela o lo stoppino durante il trasporto ed evitare il calore in eccesso dall'alto per evitare incendi imprevisti.
Un'altra importante funzione era quella di ridurre il rischio d'incendio in caso cui una scintilla salti dalla fiamma o la lanterna cada per favorire un'esplosione. Ciò era particolarmente importante sottocoperta sulle navi: un incendio su una nave di legno era una grave catastrofe. L'uso di luci non custodite è stato preso così sul serio che l'uso obbligatorio di lanterne, piuttosto che fiamme non protette, sottocoperta è stato scritto in uno dei pochi esempi rimasti conosciuti del codice piratesco, pena una severa punizione.
Le lanterne possono essere utilizzate anche per la segnalazione. Nelle operazioni navali, le navi usavano le luci per comunicare almeno fin dal Medioevo; l'uso di una lanterna con codice lampeggiante per trasmettere un messaggio risale alla metà del 1800. Nelle operazioni ferroviarie, le lanterne hanno molteplici usi. Quelle permanenti sui pali vengono utilizzate per segnalare ai treni lo stato operativo del binario davanti, a volte con gel colorati davanti al semaforo per indicare la fermata, ecc. Storicamente, un addetto a un passaggio a livello usava una lanterna per fermare le auto e altro traffico veicolare prima dell'arrivo di un treno. Le lanterne fornivano anche un mezzo per segnalare da treno a treno o da stazione a treno.
Le lanterne possono essere usate nelle osservanze religiose. In alcune chiese cristiane, le lanterne sono usate nelle processioni religiose e nelle entrate liturgiche, di solito davanti alla croce processionale. Le lanterne sono usate anche per trasportare il Fuoco Santo dalla Basilica del Santo Sepolcro il Sabato santo durante la Settimana Santa.

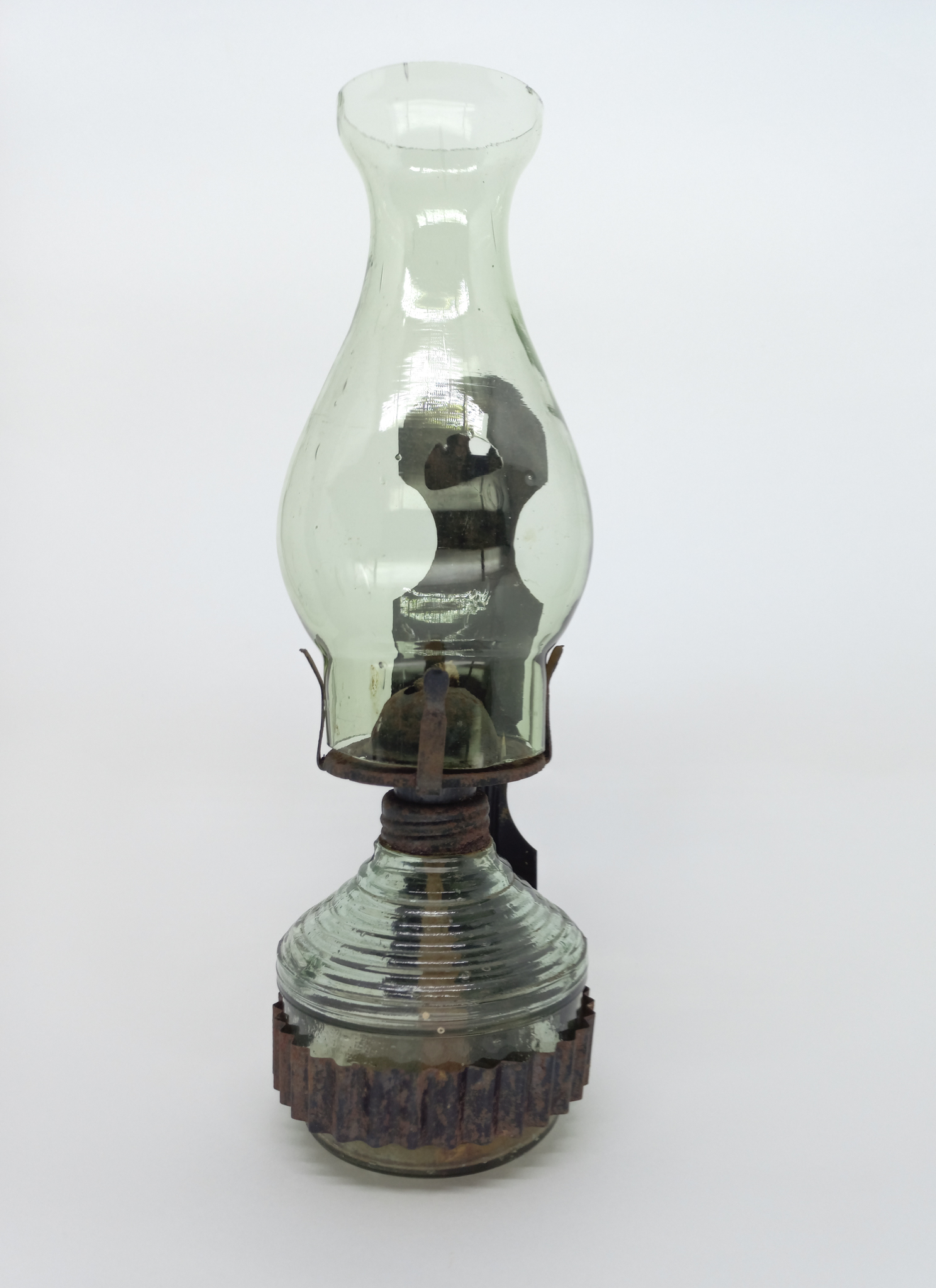

Il termine "lanterna" può essere usato più genericamente per indicare uno strumento per illuminare, o il contenitore per una fonte di luce, anche se non è portatile. Le lanterne decorative esistono in una vasta gamma di design. Alcuni pendono dagli edifici, come i lampioni racchiusi in lastre di vetro. Altri sono posizionati sopra o appena sopra il suolo; le varietà in condizioni di scarsa illuminazione possono fungere da decorazione o illuminazione pubblica e possono essere di una varietà di colori e dimensioni. L'alloggiamento per la lampada superiore e la sezione dell'obiettivo di un faro può essere chiamato lanterna.

## Riferimenti letterari e filosofici
L'immagine della lanterna è presente nella letteratura e nel pensiero filosofico. 
In letteratura la lanterninosofia (teoria del lanternino e del lanternone) è la concezione del rapporto fra l'uomo e il mondo espressa da Luigi Pirandello nel romanzo Il fu Mattia Pascal, all'inizio del XIII capitolo. Aladino e la lampada meravigliosa è invece un celebre racconto della raccolta di novelle orientali Le mille e una notte. 
Nella storia della filosofia si ricorda il filosofo greco Diogene di Sinope che, nella sua concezione filosofica, faceva riferimento ad una lanterna accesa con la quale andava in giro cercando l'uomo.